# Kinderen van Dewindt
Kinderen van Dewindt was een Vlaamse fictieserie van productiehuis Sylvester Productions over een familie van ondernemers die actief is in de Antwerpse haven, maar ook in de modewereld en de landbouw. De reeks liep van 2005 tot en met 2009.

## Rolverdeling

### Hoofdcast
- Camilia Blereau: Rita Dewindt-Stekene (1-62)
- Gene Bervoets: Robert ‘Bob’ Dewindt (1-62)
- Pepijn Caudron: Tom Dewindt (1-62)
- Mathijs Scheepers: Steven Dewindt (1-62)
- Joke De Bruyn: Lies Dewindt (1-62)
- Florian Meersman/Jef Degraeve/Aaron Defossez: Robbe Dewindt (1-62)
- Kristien De Proost: Sonja Dewindt-Casteleyn (1-62)
- Muriel Bats: Sumaya Dewindt-Darraz (1-62)
- Griet Boels: Ellen De Man (7-62)
- Rudy Morren: Philippe Favreau (24-62)
- Axel Daeseleire: Bart Dewindt (1-32)
- Vic De Wachter: Karel Dewindt (1-5)
- Rik Van Uffelen: Jozef Engels (24-48)
- Kristine Van Pellicom: Alexandra Engels (24-50)
- Andrea Croonenberghs: Greet Beyers (26-36)
- Gerd De Ley: André Rutten (1-20)

### Nevenrollen
- Manuela Van Werde: Ilse Gommers (1-62)
- Bob Selderslaghs: Dieter Renders (1-62)
- Door Van Boeckel: Fons (1-59)
- Nathalie Meskens: Cathy (43-54)
- Line Van Wambeke: Tinne Van Wesemael (1-22)

## Hoofdpersonages
Lies DewindtLies is een talentvolle vrouw die zich als zelfstandige modeontwerpster wil vestigen. Al loopt dit niet altijd van leien dakje. Op het einde van het tweede seizoen krijgt ze een relatie met Ellen De Man (een vroegere klasgenoot). Lies houdt zich vooral bezig met het creatieve aspect en Ellen met het zakelijke. Ze woont in een studio aan de haven van Antwerpen die ze zelf heeft ingericht (veel kleuren, retrobehang, boa's). De relatie houdt niet stand (Ellen kuste Katy) en Lies stort zich op haar werk. Ze blijkt ook zwanger te zijn. Haar werkpartner Annemie probeert Lies volledig in te palmen. Later trouwen Lies en Ellen.
Bart DewindtBart was altijd al de flierefluiter die veel verschillende vriendinnen had en vaak uitging, maar hij heeft na de dood van zijn vader de zaak zo goed als overgenomen (eerst deed Steven dit maar na een fout werd hij gedegradeerd). Op het eind van het tweede seizoen krijgt hij een relatie met Sumaya Darraz (de secretaresse van DFT) en later ook een dochter Dina. Bart sterft op het einde van seizoen 3.
Steven DewindtSteven woont nog steeds in het ouderlijke huis en had altijd al het motto: 'werk gaat voor alles'. Zijn werk is zijn leven en hij is dan ook diep gekwetst als hij wordt gedegradeerd door een fout bij de olieaankoop. Hij komt koel en afstandelijk over, maar diep vanbinnen is hij zeer eenzaam. Later verlaat hij DFT en stapt hij de diamantsector binnen. Hij begint een relatie met Alexandra Engels, dochter van zijn werkgever. Deze loopt stuk en hun gepland huwelijk gaat niet door. Steven gaat terug voor DFT werken, maar wordt later ontslagen door Bob. Hij vertrekt met een zelf opgeknapte boot op wereldreis. Later komt hij terug om het huwelijk van Lies en Ellen te vieren.
Tom DewindtTom keerde al vroeg het jachtige stadsleven de rug toe en koos voor de landbouw. Hij heeft een boerderij in de Ardennen en is daar zeer gelukkig met zijn zoon Robbe en vrouw Sonja. Zij wil echter dat hij toch de banden met de familie en het bedrijf aanhoudt. Hij wordt schipper en gaat later in de chemische sector van DFT werken. Tom en Sonja scheiden en Robbe gaat met Tom terug naar de Ardennen. Wanneer Robbe verongelukt, keert hij terug. Sonja besluit samen met Robbe en haar vriend naar Griekenland te gaan. Ze bedenkt zich op het laatste moment. Tom is dolgelukkig dat zijn gezin terug compleet is.
Rita Dewindt-StekeneRita is de vrouw van Karel en de moeder van Bart, Steven, Tom en Lies. Ze koos voor het opvoeden van haar kinderen, maar volgt het bedrijf toch nog van nabij. Ze is de spilfiguur in de familierelaties en houdt verschrikkelijk veel van haar kinderen en haar man. Als die sterft, krijgt ze het zeer moeilijk en raakt ze zelfs even verslaafd aan kalmeringspillen. Ze geraakt er bovenop en krijgt een nieuwe relatie. Ze blijft DFT bijstaan in goede en slechte momenten. Met Bob klikt het niet meer.

## Kijkcijfers
Reeks 1: afleveringen 1 - 11: gemiddeld 643.000 kijkers
Reeks 2: afleveringen 12 - 22: gemiddeld 610.000 kijkers
Reeks 3: afleveringen 23 - 32: gemiddeld 608.000 kijkers
Reeks 4: afleveringen 33 - 42: gemiddeld 800.000 kijkers
Reeks 5: afleveringen 43 - 52: gemiddeld 707.000 kijkers
Reeks 6: afleveringen 53 - 62: gemiddeld 780.000 kijkers

## Afleveringen

### Aflevering 1: Man Overboord - woensdag 26 januari 2005
Paniek in de haven. Een kletsnatte Poolse matroos zoekt Mister Bob. Een prostituee (door Bob geschonken aan de matrozen als beloning voor het overwerk) is in het water gevallen en vermist. De scheepvaartpolitie trommelt Karel Dewindt op. Karel gaat zijn broer Bob oppikken op het kantoor en betrapt hem in een hachelijke positie met secretaresse Cindy. Door al die gebeurtenissen is Karels geduld met Bob op. Zal hij zijn broer ontslaan? Intussen gaat het bedrijfsleven gewoon door en maken we kennis met de rest van de familie Dewindt.

### Aflevering 2: Kijk Papa Zonder Handen - woensdag 2 februari 2005
Door het ontslag van de Polen moet het werk verdeeld worden over verschillende schepen en het beschikbaar personeel. Verloven worden ingetrokken. De bemanning moet overwerken en begint te morren. Bart Dewindt wil het conflict oplossen. Karel laat hem begaan, Rita twijfelt. Tegelijkertijd haalt Steven een zeer goede deal binnen. En niet alleen op zakelijk gebied probeert hij te scoren. Bart vertelt Lies dat hij haar schetsen heeft getoond aan een gevestigd modeontwerper. Lies wordt boos, maar niet voor lang. Bob komt zijn geld ophalen en ruimt zijn bureau op. Hij neemt een lange vakantie, om te profiteren van het leven.

### Aflevering 3: Gedaan met feesten - woensdag 9 februari 2005
Tijdens de staking moet Karel de ’fout’ van Bart rechttrekken om de boel redden. Bart is nu helemaal gedesillusioneerd en boos op zijn vader die hem op zijn bek heeft laten gaan. Steven gaat het dan weer wel voor de wind. Hij probeert zijn professioneel succes te vertalen naar zijn privé-leven. Lies ontwerpt een jurk voor Rita, maar die vindt het ontwerp nogal gewaagd. Het zorgt ervoor dat de voorbereiding van het verjaardagsfeest niet ideaal verloopt. En dan komt een persbericht nog extra roet in het eten gooien, de gevolgen zijn groot voor de familie Dewindt.

### Aflevering 4: De een zijn dood - woensdag 16 februari 2005
Karel ligt in het ziekenhuis, Rita hoopt dat hij het nu rustig aan zal doen. Niet alle kinderen komen even vaak op bezoek. Sommigen hebben andere dingen aan hun hoofd. Tot overmaat van ramp krijgen ze op het bedrijf ook nog bezoek van de sociale inspectie. Sumaya grijpt de crisissituatie aan om zich te bewijzen. Maar Bob is ook in de buurt.

### Aflevering 5: Elk einde is een nieuw begin - woensdag 23 februari 2005
Volgens Bob is het bedrijf nu helemaal ten dode opgeschreven. Na de dood van Karel worden de aandelen van het bedrijf verdeeld onder de kinderen. Niet iedereen is daar even gelukkig mee. Ondertussen flakkeren de sociale conflicten weer op.

### Aflevering 6: Geld - woensdag 2 maart 2005
De broers werken zich in het bedrijf in, ze stellen samen een businessplan op. Zal de bank hen een overbruggingskrediet toestaan? Ondertussen zijn de andere problemen in het bedrijf natuurlijk ook niet van de baan. En komen er nog altijd nieuwe bij. Die problemen zorgen dan weer onrechtstreeks voor ’vuurwerk’ tussen Bart en Sumaya. Rita wil meehelpen waar ze kan, maar weet niet precies hoe ze dat het best kan doen.

### Aflevering 7: Zinkend Schip - woensdag 9 maart 2005
De jongens zitten met de handen in het haar. De problemen groeien hen boven het hoofd. Steven en Bart hebben elk zo hun eigen idee hoe ze de crisis kunnen oplossen. De rest van de familie moet kleur bekennen. Ondertussen probeert Lies haar carrière verder op de rails te krijgen. En naast al die zakelijke spanning broeit er ook wat op persoonlijk gebied.

### Aflevering 8: Pompen of Verzuipen - woensdag 16 maart 2005
De raad van bestuur moet de knoop doorhakken. De beslissing die wordt genomen blijft uiteraard niet zonder gevolgen, voor het bedrijf maar ook niet voor de relatie tussen Steven en Bart. Die laatste blijft niet bij de pakken zitten en neemt initiatief. De oplossing blijkt uit een eerder onverwachte hoek te komen.

### Aflevering 9: Reddingsboei - woensdag 23 maart 2005
Nadat Bob zijn voorstel heeft gedaan, zit Bart in tweestrijd. Wat moet hij beginnen? Hoe kan hij zijn plannen doorvoeren met Bob als partner? Ondertussen probeert Lies haar zaak uit de grond te stampen. Voorlopig betekent dat echter vooral veel papierwerk, wat haar niet zo ligt.

### Aflevering 10: Koerswijziging - woensdag 30 maart 2005
Het bunkerbedrijf komt op stoomsnelheid, de orders stromen binnen. Steven krijgt een mooie kans. Maar wat op het eerste gezicht een positieve evolutie lijkt, heeft ook minder prettige gevolgen. Ondertussen merkt Bart dat de oplevering van het nieuwe schip ook niet van een leien dakje loopt. Sumaya ondervindt de gevolgen van het mengen van romantiek en werk: het blijkt geen geslaagde cocktail. Lies moet knokken om haar plaatsje te veroveren. Dat betekent wel dat ze extra hard moet werken.

### Aflevering 11: Te water - woensdag 6 april 2005
Als Lies en Ellen de stukken uit de auto willen halen, ontdekken ze dat de auto verdwenen is. Weg hard labeur én weg de kans om met een waardevolle partner in zee te gaan. Ellen houdt het hoofd koel en probeert het op te lossen. Op het bedrijf gaat het Bart voor de wind, Steven kan daar maar groen om lachen. Als Sumaya haar bureau komt leeghalen, komt het dan ook tot een botsing tussen beide broers. De door Steven aangekochte olie blijkt een vergiftigd geschenk te zijn, dit zou Dewindt Fuel Trading weleens zuur kunnen opbreken. Lies en Ellen denken dat ze iets voor elkaar voelen.

### Aflevering 12: Het zwaard van damocles - woensdag 7 september 2005
Na de aanvaring in de haven komt de scheepvaartpolitie ter plaatse. Na doorzoeken van het schip moeten Dieter en Steven mee naar het politiekantoor. Steven neemt de volle verantwoordelijkheid op zich en dat blijft uiteraard niet zonder gevolgen. De moeilijke periode waar DFT door moet, heeft ook gevolgen voor Rita. Alhoewel André misschien wel een oplossing heeft voor haar problemen, maar dan moet ze wel een emotionele keuze maken. Ondertussen weten Lies en Ellen niet goed of ze nu wat voor elkaar voelen en dan moeten er ook op zakengebied moeilijke knopen doorgehakt worden.

### Aflevering 13: Een nieuwe start - woensdag 14 september 2005
Bart innoveert tegen hoge snelheid, maar dat gaat niet zonder technische haperingen. Ondertussen wil Bart Steven nog een nieuwe kans gunnen, maar die is niet echt dankbaar voor dit gebaar. Bart ontdekt dat een andere bunkeraar klanten afsnoept van Dewindt Fuel Trading. Hij krijgt last van stress. En niet alleen door het bedrijf. Ook tussen Lies en Ellen lopen de spanningen hoog op.

### Aflevering 14: Het kan verkeren - woensdag 21 september 2005
Bart heeft achterhaald welk bunkerbedrijf achter de boycot zit. Op de maandelijkse bijeenkomst van bunkeraars in het havencentrum is hij voor het eerst aanwezig als zaakvoerder. Lies weigert het contract van de fabrikant te tekenen. Ze gaat over het contract onderhandelen zonder steun van Ellen. Rita maakt problemen over de relatie van Bart. Beseft hij wel waar hij aan begint?

### Aflevering 15: Vaste Patronen - woensdag 28 september 2005
Dieter wordt gearresteerd voor heling. Bart is in alle staten omdat hij zijn eigen personeel niet kan vertrouwen en Dieter wordt op staande voet ontslagen. Op kantoor komt het ook tot een conflict met Steven. Hij en Dieter zijn beste maten, en Bart kan moeilijk geloven dat Steven nooit vermoed heeft waar Dieter mee bezig was. Lies durft eindelijk uitkomen voor haar gevoelens tegenover Ellen en een voorzichtige romance kondigt zich aan. Tussen Bart en Sumaya gaat het op amoureus vlak veel minder goed. Op zakelijk vlak wil Sumaya zich echter niet laten kennen.

### Aflevering 16: Een tweede kans - woensdag 5 oktober 2005
Op het werk trekt Bart alles naar zich toe en begint hij steeds meer te lijken op zijn vader. Niemand biedt aan om zijn takenpakket wat te verlichten. De enige die Bart probeert bij te staan is Tinne. Nu de relatie tussen Bart en Sumaya op een laag pitje staat, ziet zij haar kans om toenadering te zoeken. Steven lummelt thuis rond en doet niets. Hij komt in conflict met Rita en besluit eropuit te trekken, zonder te weten waarheen. Lies vraagt Ellen mee in de zaak te komen. Ellen twijfelt, want ze heeft een goed betaalde vaste job.

### Aflevering 17: Schipper Mag Ik Overvaren? - woensdag 12 oktober 2005
Bart en Jacky werken het idee van de tankcleaning uit. Deze uitbreiding kan de nodige winstmogelijkheden met zich meebrengen. Als Bart dit nieuws meedeelt aan het personeel, zet hij Sumaya in de bloemetjes. De relatie tussen Bart en Sumaya bereikt echter een dieptepunt. Frederik, de nieuwe schipper en een ex-gevangene, wordt ondertussen verdacht van diefstal in de kajuit van een matroos. Hij pleit echter onschuldig. Steven trekt in bij Dieter, waar hij hoopt op zijn gemak te kunnen niksen. Rita doet er alles aan om de broers terug samen te krijgen, maar zowel Bart als Steven blijven erg koppig. Ellen en Lies leggen hun plannen aan Bart voor om het bedrijf tot een nv om te vormen. Bart is enthousiast en merkt dat het een goed duo is.

### Aflevering 18: Achter Het Net Gevist - woensdag 19 oktober 2005
Het grote Spaanse concern wil in zee gaan met een concurrent van DFT. Deze heeft namelijk hetzelfde dossier gepresenteerd. Er zit een mol in het bedrijf, maar wie? Bart vraagt aan Sumaya of ze haar idee misschien ergens anders heeft laten vallen. Sumaya ontkent en voelt zich in haar eer gekrenkt. Ze neemt ontslag. Alsof dat nog niet genoeg is, moet Bart ook nog de confrontatie aangaan met Tinne. André en Bart doorzoeken de mail op de server. Ze ontdekken dat er documenten over de tankcleaning zijn doorgesluisd naar de concurrent. Ze vinden wie de presentatie heeft doorgestuurd. Ellen en Lies werken tegen de klok om Parijs te halen. Ze hebben het moeilijk om hun relatie verborgen te houden. Als Rita nog eens vraagt om die vriend van Lies te zien, twijfelt Lies.  Wanneer Steven bij Bob woont, komt hij er geleidelijk weer bovenop. Bob biedt hem een job aan in het bedrijf, want ze gaan groter worden.

### Aflevering 19: De Maskers Vallen Af - woensdag 26 oktober 2005
Tinne is ontslagen. Ilse zoekt echter verder wie de presentatie verstuurd heeft. Bart verdenkt Steven, maar komt voor een onaangename ontknoping. Lucas komt op de stoel van Tinne terecht, maar die mist snel zijn oude job. Wat zijn privéleven aangaat heeft Bart de knoop doorgehakt. Hij zal Sumaya ten huwelijk vragen. Als dit het redmiddel is voor hun relatie, heeft hij zijn vrijheid hier voor over. Ellen zoekt stoffen. Zonder stoffen kunnen ze Parijs vergeten. Lies krijgt een schadevergoeding gepresenteerd voor contractbreuk. Ze maakt haar relatie bekend aan Rita.

### Aflevering 20: Huwelijksbootje - woensdag 2 november 2005
Jacky weigert een samenwerking met Bob. Bob vindt een andere partner en haalt de deal met de Spanjaarden binnen. Bart ziet zijn uitbreiding definitief kelderen tot Jacky met een ander voorstel op de proppen komt. Dewindt Fuel Trading zit ondertussen met personeelsproblemen. Sumaya is weg, André is weg en Tinne is weg. Bart ziet zich genoodzakt Tinne op te zoeken en te vragen om iemand op te leiden. Bart en Sumaya willen snel en zonder veel ruchtbaarheid trouwen. Bart vraagt Lies als getuige. Lies raadt Bart aan om Sumaya over zijn slippertje te vertellen. Wanneer Bart het verhaal aan Sumaya doet, is ze aangedaan

### Aflevering 21: Hart - woensdag 9 november 2005
Dewindt Fuel Trading en het bedrijf van Jackie besluiten samen in zee te gaan en te fuseren. Het ontslag van André geeft de nodige problemen bij de werkzaamheden. Bart stelt Sumaya voor terug te komen in het bedrijf en vraagt haar de job van André over te nemen. Er doen zich nog verschuivingen voor binnen Dewindt Fuel Trading. Bart vraagt Steven om terug naar Dewindt Fuel Trading te komen. Rita kan niet leven met de geaardheid van Lies. Lies is niet langer welkom in haar huis. Lies en Ellen zijn naar Parijs vertrokken. De collectie is klaar om tentoongesteld te worden, maar de galerij blijkt een puinhoop.

### Aflevering 22: Lief en Leed - woensdag 16 november 2005
Het moment van de fusie nadert. Sumaya berekent alle mogelijkheden en uit haar prospectie blijkt dat dit een gouden deal is. Jackie heeft nog een verrassing voor Bart. Hij vertelt hem dat er een bijkomende reden is om met DFT te fuseren. Op de Raad van Bestuur waar de formaliteiten afgehandeld worden, komen de aanwezigen nog tot een onaangename vaststelling. Na een gesprek met Bart besluit Rita zich met Lies te verzoenen en Ellen te aanvaarden. In Parijs is het een race tegen de klok om van het toonmoment een succes te maken. De relatie tussen Bart en Sumaya bloeit intussen volop. Hun liefde kent een hoogtepunt.

### Aflevering 23: Prioriteiten - woensdag 28 maart 2007
We zijn twee jaar later. Verjaardagsfeest, de hele familie is aanwezig. DFT en Jacco draaien op volle toeren, Lies’ zaak floreert. Ook Rita gaat het voor de wind. Ze begint eindelijk haar draai te vinden als alleenstaande vrouw. Tom en Sonja hebben de Ardennen achter zich gelaten en wonen terug in Antwerpen. Bob heeft zijn Oilchart uiteindelijk van de hand gedaan en houdt zich voornamelijk bezig met zijn grote passie: voetbal

### Aflevering 24: Hou Het Hoofd Koel - woensdag 4 april 2007
Bart doet zijn best om het aanbestedingsdossier voor Jacco tijdig klaar te krijgen. Tom vaart terug, maar het botert niet echt met de matrozen. Met schipper Dieter gaat het van kwaad naar erger. Hij wordt door Sumaya op het matje geroepen. Steven is vastberaden de wereld van de diamant te leren kennen. Hij gedraagt zich op zijn eerste werkdag echter iets te zelfzeker. Rita organiseert een kunstveiling ten voordele van het goede doel. Ze maakt er kennis met de kunstenaar Philippe Favreau.

### Aflevering 25: Stabiliteit - Woensdag 11 april 2007
Lies stelt haar nieuwe collectie voor, maar ze is er niet echt gerust in. Bob heeft een missie: één Antwerpse voetbalclub. De kunstveiling is een groot succes. Rita vraagt zich af of ze goed zou zijn in Public Relations. Sumaya vindt maar geen evenwicht tussen werk en privé. Steven loopt weer te hard van stapel. Hij wil moderniseren en dat leidt tot een generatieconflict met zijn schoonvader. Jacco komt zwaar in de problemen omwille van een menselijke fout.

### Aflevering 26: De olifant in de porseleinkast - Woensdag 18 april 2007
Lies’ zomercollectie is aangekomen. Sonja’s verwachtingen worden niet echt ingevuld. Alexandra vraagt Steven geduld te hebben. Ze vindt dat hij te hard van stapel loopt. Bob toont zijn grootse voetbalplannen aan Steven. Bart neemt ex-consulente Greet Beyers aan als crisismanager voor Jacco. Greet en Sumaya nemen niet echt een goeie start. Rita beslist dan toch de vernissage van kunstenaar Philippe Favreau te organiseren. AB Diamonds krijgt slecht nieuws te verwerken. Er werd een zending diamanten gestolen.

### Aflevering 27: Ooit barst de bom - Woensdag 25 april 2007
De politie is op zoek naar schipper Frederik. Sumaya wil weten wat er aan de hand is. Crisismanager Greet Beyers start haar reddingsplan ’HOPE’ voor Jacco. Sonja organiseert een avond met een kleurenconsulente in Lies’ winkel, zonder hen hiervan op de hoogte te brengen. Dit valt niet echt in goede aarde. De verzekering is AB Diamonds niet gunstig gezind. Zolang de gestolen diamant niet wordt teruggevonden, weigeren ze iets terug te betalen. Lies voelt zich de laatste tijd niet al te lekker. Verdere onderzoeken moeten duidelijkheid brengen.

### Aflevering 28: Hope doet leven? - woensdag 2 mei 2007
Lies’ nieuwe zomercollectie wordt neergesabeld in de pers. Greet Beyers’ reddingsplan ’HOPE’ leidt tot een ontslag bij Jacco. Bob doet Ellen en Lies een opmerkelijk voetbalvoorstel. Rita en kunstenaar Philippe Favreau merken dat samenwerken niet altijd even gemakkelijk is. Steven komt eindelijk tot inkeer. Sumaya ergert zich aan Greet. Ze besluiten het uit te praten. Bobs voetbalplannen blijken niet bij iedereen in goede aarde te vallen.

### Aflevering 29: Return on investments - woensdag 9 mei 2007
Na haar nieuwe start met Greet beseft Sumaya dat haar gezin prioritair is. Ze probeert de banden met Bart en Dina aan te halen. Bart heeft een plan bedacht om Jacco te redden. Hij wil een familieholding oprichten. Sonja’s loon wordt twee weken uitgesteld en dit wordt niet in dank afgenomen. Rita en kunstenaar Philippe Favreau bereiden de expositie voor. Tussen Steven en Jozef gaat het eindelijk beter. Ze gaan samen naar het voetbal. Lies krijgt slecht nieuws te verwerken..

### Aflevering 30: Vertrouwen - woensdag 16 mei 2007
Steven wordt door Jozef voorgedragen als lid van de diamantbeurs. Hij mag, om zich te bewijzen, op zakenreis naar Abu Dhabi. Greet liegt tegen Sumaya en Bart over haar verongelukte man en dochter. Bart houdt zich meer bezig met Jacco dan met zijn eigen gezin. Sumaya verwijt hem zich volledig te laten inpalmen door Greet. De expositie van Rita en Philippe Favreau is een groot succes. Rita is tevreden en laat zich volledig gaan. Lies doet dat ook, tot grote ergernis van Ellen.

### Aflevering 31: Wie zonder zonde is werpe de eerste steen - woensdag 23 mei 2007
Iemand heeft een schip van DFT beklad en met een steen het radarsysteem beschadigd. Bob wil de papieren van de holding niet zomaar tekenen. Voor wat, hoort wat. Lies heeft spijt van haar gedrag en probeert Ellen terug aan te halen. Rita en kunstenaar Philippe Favreau groeien steeds dichter naar elkaar toe. AB Diamonds legt een klacht neer tegen een diamantmakelaar die zich niet aan de betalingstermijn heeft gehouden. Bart en Sumaya gaan samen eten voor hun huwelijksverjaardag. Bart vergeet hierdoor een meeting met Jackie. Sumaya confronteert Greet met haar leugens.

### Aflevering 32: Werknemer van de maand - woensdag 30 mei 2007
De oprichting van de holding wordt gevierd. Alleen Sonja en Lies zijn niet in feeststemming. Tussen Tom en Sonja wil de hemel maar niet opklaren. Alexandra wil goedkope stenen kopen van een Brits zakenman. Jozef vertrouwt het niet. Bart ontdekt dat er geknoeid werd met facturen van de afvalverwerking. Lies durft Ellen eindelijk de waarheid vertellen. Philippe Favreau kust Rita.

### Aflevering 33: The Day After - dinsdag 8 januari 2008
Sumaya wordt in de haven geconfronteerd met de dood van Bart. Ze is troosteloos, de hele familie reageert verslagen en haalt herinneringen op. Politie vermoedt moord, geen zelfdoding of ongeluk. Bob vraagt Greet of ze er iets mee te maken heeft. Ellen begeleidt Lies bij de dokter. Alexandra is aangeslagen van de diefstal waarbij ze neergeslagen werd.

### Aflevering 34: Een brug te ver - dinsdag 15 januari 2008
Tom gaat een tijdje op kantoor helpen om Sumaya te helpen. Ook met Sonja gaat het weer de goede kant op. Ze willen samen vechten voor hun relatie. Rita besluit mee te werken aan de voetbalplannen van Bob. Ellen en Sonja zoeken samen een oplossing voor de winkel om de afwezigheid van Lies op te vangen. Jacco verliest steeds meer aan geloofwaardigheid in de sector. Er volgen zelfs enkele arrestaties.

### Aflevering 35: Eigenbelang - dinsdag 22 januari 2008
Jacco krijgt het label “milieuvervuiler” opgekleefd in een krantenartikel. Bob gaat terug bij DFT werken, en dat gaat niet onopgemerkt. Steven wil een juwelenlijn opstarten. Hiervoor wil hij een diamant-laserzaagmachine aankopen via de Holding Dewindt. Hij vraagt Favreau om de juwelen te ontwerpen. Tom zoekt een nieuwe formule voor biobrandstof. Hij spendeert meer tijd in het labo dan thuis. Sonja stelt Tom voor een dilemma. Bob wil in ruil voor de lening aandelen van AB Diamonds. Alex weet niet hoe ze dit aan Jozef moet zeggen. Lies krijgt een epileptische aanval.

### Aflevering 36: You’ll Never Walk Alone - dinsdag 29 januari 2008
Lies wordt geopereerd na haar epileptische aanval. Sonja ontpopt zich tot een rasechte zakenvrouw. Jacco verkeert meer en meer in slechte papieren. Jacky en Sumaya vragen de goodwill van het personeel. Tom gelooft meer en meer in zijn formule. Sumaya heeft daar op dit moment geen oren naar. Bob stelt zijn plannen aan de pers voor. De persconferentie is een groot succes, mede dankzij Rita. Steven bestelt achter de rug van Jozef en Alex de diamantlaserzaagmachine. Jackie besluit de boeken neer te leggen. Jozef ziet de participatie niet zitten. Hij wil niet dat Bob ooit aandelen bezit van AB Diamonds.

### Aflevering 37: De roze panter - dinsdag 5 februari 2008
In tegenstelling tot Jacco, draait DFT op volle toeren. Lies herstelt snel, ze begint zelfs terug te ontwerpen en wil een kinderkledinglijn starten. Toms formule is klaar. Hij vraagt Sumaya om te investeren, maar Sumaya ziet de biodieselplannen van Tom niet zitten. Hij krijgt echter wel de steun van Bob. Het faillissement van Jacco wordt afgehandeld. Stevens zakendeal loopt uit op een fiasco. Alex beslist om de participatie aan te gaan en de laserzaagmachine te bestellen, dit buiten Jozef om. Dan ontdekt ze dat de laserzaagmachine al besteld werd. Rita stelt Favreau voor aan de kinderen.

### Aflevering 38: Vaste grond - dinsdag 12 februari 2008
Favreau is volop aan het werk voor de juwelenlijn van Steven. Robbe heeft een pedagogische studiedag, Tom en Sonja vinden geen opvang. Robbe mag mee gaan varen, maar dan verliest Tom hem uit het oog. Sonja geeft een interview voor een stadsmagazine over de winkel, zonder medeweten van Lies en Ellen. Sumaya bedankt Bob voor gewezen diensten bij DFT. Alex wil het goedmaken en gaat Steven opzoeken bij Bob. De familie Dewindt investeert in het voetbalproject van Bob. Op die manier kan Bob de grond kopen om zijn voetbalstadion te bouwen. Steven ontdekt echter wie de eigenaar is van de grond.

### Aflevering 39: Stroomversnelling - dinsdag 19 februari 2008
Er is een schip vastgelopen. De politie vordert een schip van DFT om het te debunkeren. Tom en Dieter wagen zich aan deze missie. Rita schrijft een logowedstrijd uit voor de nieuwe Antwerpse voetbalclub. Ellen zal draagmoeder zijn van hun kindje. Ze wil dat het kind ook genen van Lies heeft en denkt aan Tom als spermadonor. Rita en Steven roepen de hulp in van Meester Lievens om Bob te pakken. Ilse breekt. Ze heeft het veel te druk, haar auto is stuk en ze vindt dat haar werk ondergewaardeerd wordt. Stedenbouw geeft een negatief advies voor de plannen van Bobs voetbalstadion. Dit pikt Bob Dewindt niet zomaar! De debunkering verloopt vlot, maar dan komt Dieter zwaar ten val.

### Aflevering 40: Fair play - dinsdag 26 februari 2008
Rita zal de introductienacht van de eerste juwelenlijn van AB Diamonds organiseren. Ze gaat meteen op zoek naar de geschikte locatie. Tom vindt het spijtig dat niemand in zijn biodieselplannen gelooft. Bob doet hem echter een aanlokkelijk voorstel. Lies heeft een logo voor de kinderlijn ontworpen. Ze stelt alles voor aan een fabrikant. Sonja blijft kritiek spuien. Favreau wil absoluut een rode diamant om zijn collectie volledig te maken, maar deze blijkt zeer zeldzaam. Bob chanteert Joost De Ridder, de ambtenaar van stedenbouw die hem een negatief advies gaf. Ellen krijgt op haar beurt slecht nieuws te verwerken.

### Aflevering 41: De vos verliest zijn haren ... - dinsdag 4 maart 2008
Tom heeft zijn aandelen verkocht aan Bob. Bob is nu meerderheidsaandeelhouder. De familie staat met de rug tegen de muur. Joost De Ridder weigert Bob een vergunning te geven, hij laat zich niet zomaar chanteren. Steven en Favreau leggen hun ruzie bij. Jozef is erin geslaagd een rode diamant te huren voor de juwelenlijn. Tom probeert Sonja te overhalen om naar de Ardennen terug te keren. Nu blijkt dat Ellen onvruchtbaar is, stelt Lies voor een kindje te adopteren. Joost De Ridder is in elkaar geslagen. Steven en Rita komen via Frederik te weten dat Bob hierachter zit. De Opening Night van de juwelenlijn in het diamantmuseum is een groot succes.

### Aflevering 42: Kinderen - dinsdag 11 maart 2008
Steven en Rita brengen de rest van de familie op de hoogte van het bedrog van Bob. Ze zullen een procedure starten om Bob als voorzitter van de familieholding af te zetten. Joost De Ridder vertelt de pers over de fraudepraktijken van Bob Dewindt. Via een persconferentie laat de rest van de familie weten dat ze zich distantiëren van Bob en zijn voetbalproject. Lies beslist draagmoeder te worden van haar kindje met Ellen. Een mondiaal energieconcern toont interesse in de biodieselplannen van Tom. Ze willen een samenwerkingsverband aangaan. Tom levert de knowhow en de formule, het energieconcern zorgt voor de commercialisatie. Steven zoekt Bob een laatste keer op. Zal Bob breken?

### Aflevering 43: Onkruid vergaat niet - dinsdag 18 maart 2008
Steven voelt zich in het nauw gedreven door Alex en ziet geen uitweg meer. Bob is aangehouden en deelt een cel met twee voetbalhooligans, die hem het leven zuur maken. Lies krijgt een leuke uitdaging op gebied van ontwerpen. Ze neemt een extra kracht aan voor in de winkel. Sumaya loopt op wolkjes. Rita zoekt een werkplaats. Ellen kan haar hierbij helpen, maar of iedereen daar even blij mee is.

### Aflevering 44: Aangetekend - dinsdag 25 maart 2008
AB Diamonds heeft een grote klant binnengehaald en doet gouden zaken. Lies lanceert haar nieuwe collectie. Haar PR-bureau strooit roet in het eten, waardoor ze genoodzaakt wordt enkele drastische beslissingen te nemen. Ook privé loopt het niet zoals verwacht. Bob, die uit de gevangenis werd ontslagen, slaagt er al direct in de familie kopzorgen te bezorgen. Hij kondigt een Raad van Bestuur aan en niet iedereen is even opgetogen met de te behandelen criteria. Robbe wil verhinderen dat zijn ouders gaan scheiden. Zijn aanpak brengt papa Tom in een lastig parket.

### Aflevering 45: Slimmer dan u - dinsdag 1 april 2008
Alexandra en Steven zitten niet op dezelfde golflengte, en compromissen sluiten is hen blijkbaar niet gegeven. Moeder en dochter werken zij aan zij samen. De verwachtingen naar elkaar toe liggen vrij hoog. Lies moet zich niet alleen professioneel bewijzen, ook in haar relatie met Ellen moeten enkele woelige watertjes doorzwommen worden. Favreau krijgt slecht nieuws te verwerken en is niet te genieten. Hij roept de hulp van Rita in. Met Sumaya is het in tijden niet meer zo goed geweest. Zij laat zich door Christophe meevoeren naar de zevende hemel.

### Aflevering 46: Tweestrijd - dinsdag 8 april 2008
Steven kan Alex’ uitbarsting maar moeilijk verteren. Hij begrijpt haar niet. Ook in de zaak moet hij haar flink intomen en eist hij medezeggenschap. Sumaya wil haar leven verderzetten samen met Christophe. Wanneer Rita hier lucht van krijgt, is een heuse woordenwisseling niet te vermijden. De hormonen die Lies dient te nemen, zorgen ervoor dat ze zich zwak en lusteloos voelt. Een oppepper zou nu wel welkom zijn. Met pijn in het hart laat Tom Sonja gaan. Ook Robbe weet geen blijf met zijn emoties. Hij misdraagt zich en vlucht weg. Wanneer Tom Robbe vindt, loopt het uit de hand.

### Aflevering 47: Kostbaar goed - dinsdag 15 april 2008
De machteloosheid bij de familie is groot wanneer Tom vertelt dat Robbe in het ziekenhuis ligt. Sonja is in alle staten en reageert haar verdriet op Tom af. Alex houdt met niets of niemand rekening, haar wil is wet. Haar vastberadenheid zou haar weleens de das kunnen omdoen op zowel zakelijk als privé vlak. De persconferentie, georganiseerd door Rita om Lies haar nieuwe kledinglijn te promoten, verloopt niet zoals gepland. Dieter zal beter moeten presteren wil hij Sumaya niet teleurstellen. Favreau bezwijkt onder de druk en laat zich in met Bob, maar voor wat, hoort wat.

### Aflevering 48: Breuklijnen - dinsdag 22 april 2008
De twee broers zijn de laatste tijd erg naar elkaar toegegroeid. Tom worstelt nog steeds met een serieus schuldgevoel naar Robbe toe. Alex beseft dat Steven deze keer voet bij stuk houdt en niet meer terugkomt. Door hun breuk zal de toekomst van AB Diamonds ongetwijfeld veranderen. Lies krijgt een mooie kans om naam te maken. Ellen kan haar hierin niet steunen, zij vreest dat hun relatie eronder zal lijden. Rita twijfelt of de samenwerking met Lies wel een goed idee is. Haar verwachtingen worden niet ingelost. De toestand van Robbe blijft onveranderd. Tom kan maar niet begrijpen waarom niemand zijn zoon kan helpen. Die machteloosheid doet Tom volledig flippen.

### Aflevering 49: Alles Voor De Liefde - dinsdag 29 april 2008
Favreau vertelt Rita wie zijn nieuwe investeerder is. Rita is vol ongeloof. Favreau zal zich van zijn beste kant moeten laten zien, wil hij Rita haar vertrouwen terugwinnen. Cathy heeft een aanvaring met haar vriend. Lies vangt haar op. Rita en Steven zoeken bewijzen van de dieselfraude, die tegen Bob kunnen gebruikt worden. Wat ze ontdekken geeft hun niet de gehoopte voldoening. Sumaya stort zich op het werk. Ook Lies lijkt helemaal opgeslorpt te worden door haar werk bij J&K.

### Aflevering 50: Late erfenis - dinsdag 6 mei 2008
DFT komt zwaar in de problemen. Of het bedrijf nog autonoom gaat kunnen blijven voortbestaan is maar de vraag. Sumaya moet de familie inlichten en vreest het ergste. De dieselfraude en Karels eventuele betrokkenheid blijven voor tumult zorgen. Toch gelooft de familie rotsvast in Karels onschuld. Cathy interpreteert de bezorgdheid van Lies verkeerd en begeeft zich op glad ijs.

### Aflevering 51: Kant Noch Wal - dinsdag 13 mei 2008
De dieselfraude komt aan het licht en de politie start het onderzoek bij DFT. Door het hele gebeuren ligt DFT zo goed als plat, maar dat laten de werknemers niet aan hun hart komen. Zij werken voort als was het een gewone dag. Ook Bob wordt aan de tand gevoeld door de politie. Ellen voelt zich aan de kant gezet door Lies en besluit een stap terug te zetten in de relatie. Sonja en Tom voelen zich terneergeslagen wanneer de specialist hen vertelt dat hij Robbe niet kan helpen.

### Aflevering 52: Troebel Water - dinsdag 27 mei 2008
Tom en Sonja kunnen hun geluk niet op wanneer ze vernemen dat Robbe wakker is. Het geluk van Tom is echter van korte duur. Door de fraudezaak werkt DFT nog niet op 1/3 van zijn capaciteit. Schepen liggen aan de ketting, pc's zijn in beslag genomen, het personeel is onzeker wat de toekomst betreft. Bob maakt zich zorgen om zijn proces. Er zijn nieuwe bewijzen opgedoken die hem kunnen schaden. Lies krijgt goed nieuws, maar de vreugde ruimt al snel plaats voor ontnuchtering.

### Aflevering 53: Stoelendans - dinsdag 6 januari 2009
Met DFT gaat het van kwaad naar erger. Een Raad van Bestuur volgt. Sumaya krijgt heel de familie tegen zich. Jaloezie drijft Ellen in de armen van Cathy. Lies voelt zich bedrogen en eenzaam. Steven is helemaal van slag door de uitspraak van de rechtbank inzake Bob. Tom is Robbe aan het verliezen. Hij denkt niet meer helder na en staat op het punt een stommiteit te begaan. Rita probeert de inspecteur ervan te overtuigen dat Karel niets met de fraudezaak te maken had.

### Aflevering 54: Twee gezichten - dinsdag 13 januari 2009
Ellen voelt zich schuldig en neemt afstand van Cathy. Sonja wil Robbe mee naar Athene nemen, maar Robbe wil ook bij zijn vader blijven. Sumaya werkt niet langer voor DFT. Vanaf heden is Steven CEO van het familiebedrijf. De blaam op DFT is verleden tijd, maar de smet op Karels naam blijft. Rita geeft zich niet zomaar gewonnen en blijft volharden in de onschuld van Karel. Bob en Fons krijgen onenigheid. Fons verliest zijn zelfbeheersing en gaat Bob te lijf.

### Aflevering 55: Vrijdag de dertiende - dinsdag 20 januari 2009
Bob wil DFT aan Nico Millon verkopen, maar heeft hiervoor een bondgenoot nodig. Sumaya wordt onder druk gezet door zowel Rita als Bob. Beiden willen Sumaya in hun kamp. Robbe spreekt vrijuit en laat duidelijk weten dat hij niet naar Athene wil. De gevoelens van Cathy voor Ellen worden niet beantwoord. Voor Lies wordt het allemaal te veel. Ze neemt emotionele beslissingen die haar weleens zuur kunnen opbreken.

### Aflevering 56: Als een koe een kat was - dinsdag 27 januari 2009
Lies heeft het verkorven bij Steven. Zij is er mede de oorzaak van dat DFT overgenomen is. Bob wordt de nieuwe baas van DFT en laat zich al direct gelden. Het personeel is hier niet mee opgezet en is Bob liever kwijt dan rijk. Ook voor Steven heeft de overname negatieve gevolgen. Dieter wordt op een nogal wrede manier door Nico met beide voeten op de grond gezet. De realiteit komt hard aan. Lies panikeert wanneer maar de helft van haar collectie geleverd wordt. Zal ze erin slagen alles tot een goed eind te brengen?

### Aflevering 57: Ons Sabrina - dinsdag 3 februari 2009
Nico en Sumaya kunnen het steeds beter met elkaar vinden. Steven stort zich op een nieuw project. Lies presenteert trots haar nieuwe collectie. Bij Fons slaan de stoppen volledig door. Voor zijn dochter Sabrina gaat hij over lijken.

### Aflevering 58: In zak & as - dinsdag 10 februari 2009
De gijzeling is nog steeds aan de gang en krijgt een heel dramatisch einde. Slachtofferhulp helpt de personeelsleden, maar Bob weigert. Steven bereidt een verrassing voor. Tom neemt afscheid van Robbe die met zijn moeder naar Athene vertrekt. Rita probeert Lies te verzoenen met Ellen. Nico doet een voorstel aan Sumaya. Bob zoekt Evy op.

### Aflevering 59: Ingehaald door het verleden - dinsdag 17 februari 2009
De dood van Fons heeft een negatieve weerslag op DFT. Voor de werknemers ziet het er dramatisch uit. Nico trekt voor zichzelf de conclusie. Bob zoekt steun bij Evy. Rita wil koste wat het kost de naam van haar overleden echtgenoot zuiveren. Ze overtuigt Philippe om André, de vroegere boekhouder, te zoeken. Lies werkt aan een nieuwe collectie en wordt bijgestaan door Annemie. Annemie’s betrokkenheid wordt niet erg op prijs gesteld door de jonge ontwerpster. Ellen geraakt niet over de scheiding. Robbe kan zijn geluk niet op nu zijn ouders elkaar hebben teruggevonden.

### Aflevering 60: Boven water komen - dinsdag 24 februari 2009
Tom kan zich moeilijk neerleggen bij het feit dat DFT niet meer bestaat en zou graag investeren in een nieuw DFT. Hij roept de familie bij elkaar en hoopt dat ook zij zijn enthousiasme delen. Hij krijgt niet de respons die hij voor ogen had. Ook Bob wil DFT heropstarten. Hij koopt het pand en belooft alle oude werknemers terug in dienst te nemen. De relatie tussen Rita en Sumaya gaat van kwaad naar erger. Rita kan zich niet verzoenen met de keuzes die Sumaya maakt. Annemie kan een afwijzing moeilijk verkroppen en maakt Lies het leven zuur. Voormalig boekhouder van DFT, André Rutten, zoekt Bob op. Hij heeft de nodige bewijzen om Bob het vuur aan de schenen te leggen.

### Aflevering 61: Karma - dinsdag 3 maart 2009
Rita en Sumaya staan nog steeds met getrokken messen tegenover elkaar. Geen van beiden wil een toegeving doen. Ook Lies bevindt zich in een moeilijk parket. Haar vete met Annemie krijgt een staartje. Net wanneer de situatie escaleert, krijgt ze hulp uit onverwachte hoek. André acht zichzelf onoverwinnelijk. Hij blijft Bob chanteren, maar deze geeft zich niet zonder slag of stoot gewonnen. Privé gaat het Bob voor de wind. Hij ziet een toekomst met Evy wel zitten, en is klaar om de relatie naar een hoger niveau te voeren. Maar of Evy hier hetzelfde over denkt.

### Aflevering 62: Het einde - dinsdag 10 maart 2009 (allerlaatste aflevering)
Sumaya en Rita lossen hun vete op. Lies en Ellen vinden elkaar terug en deze keer is het voor altijd. Tom staat aan het hoofd van DFT. Met de familie gaat het beter dan ooit tevoren. Enkel Bob kan zijn draai niet vinden. Eind goed al goed lijkt het, maar de vraag is of dat werkelijk zo is.

## Muziek
De muziek werd gecomponeerd door Lemon.
Het klikte meteen met de Brugse band van Hans Vermeersch en zijn vrienden. Lemon ging aan de slag en schreef nieuwe songs voor de reeks. 'Blind' werd daarbij de titelsong. De volledige soundtrack met alle muziek van Lemon werd op 26 januari 2005 uitgebracht.